# Chama bar Chanina
R. Chama bar Chanina (Chama bar Chanina bar Chama; auch: Hama; auch: Chama ben Chanina etc.) war ein jüdischer Gelehrter des Altertums, wird zu den palästinischen Amoräern der 2. Generation gezählt und lebte und wirkte im dritten nachchristlichen Jahrhundert.
Er war der Sohn des Chanina b. Chama in Sepphoris und leitete dort ein Lehrhaus.